# رودا جوردن
رودا جوردن (بالإنجليزية: Rhoda Jordan)‏ هي كاتبة سيناريو وممثلة أمريكية، ولدت في 3 أغسطس 1979.

## وصلات خارجية
- رودا جوردن على موقع IMDb (الإنجليزية)
- رودا جوردن على موقع قاعدة بيانات الفيلم (الإنجليزية)